# El Carmen, Jalpa de Méndez
El Carmen är en ort i Mexiko.   Den ligger i kommunen Jalpa de Méndez och delstaten Tabasco, i den sydöstra delen av landet, 600 km öster om huvudstaden Mexico City. El Carmen ligger 12 meter över havet och antalet invånare är 530.
Terrängen runt El Carmen är mycket platt. Runt El Carmen är det ganska tätbefolkat, med 160 invånare per kvadratkilometer. Närmaste större samhälle är Comalcalco, 9,3 km nordväst om El Carmen. Trakten runt El Carmen består till största delen av jordbruksmark.